# بزهکاری اطفال و نوجوانان
بزهکاری اطفال و نوجوانان کتابی از جاوید صلاحی است که در سال ۱۳۵۶ منتشر و برندهٔ جایزه کتاب سال سلطنتی شد.